# 東洋電子工業 (富山市)
東洋電子工業株式会社（とうようでんしこうぎょう）は、かつて存在した電子部品の製造メーカーである。
100円でインターネットを楽しめるインターネット・キオスク『@Station』を日本で初めて開発したことでも有名である。2000年に1号機を名古屋空港に設置した。

## 沿革
- 1981年2月4日、創業。
- 1988年12月、設立。
- 2018年3月、債務超過により株主総会で解散を決議。名古屋市に本社を持つ幸和産業の子会社、北陸東洋に営業権を譲渡。
- 2018年6月、特別清算開始決定。